# Helga Mees
Helga Mees   (Saarbrücken, 12 de juliol de 1937 - Schifferstadt, 11 d'abril de 2014) fou una tiradora d'esgrima alemanya, especialista en floret, que va competir durant les dècades de 1950 i 1960.
Durant la seva carrera esportiva va prendre part en tres edicions dels Jocs Olímpics d'Estiu, el 1960, 1964 i 1968. El millor resultat el va aconseguir als Jocs de Tòquio de 1964, on va guanyar la medalla de plata en la prova del floret individual, mentre en la del floret per equips guanyà la de bronze. En les altres participacions destaca una quarta posició en la prova del floret per equips el 1960 i una cinquena en la mateixa prova el 1968.
En el seu palmarès també destaquen dues medalles al Campionat del món d'esgrima, una de plata i una de plata, entre les edicions de 1958 i 1959. A nivell nacional va guanyar títols individuals de floret el 1960 i el 1961.